# Gershwinova cena

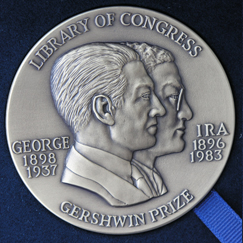
Lícní strana Gershwinovy ceny za rok 2007 pro Paula Simona

Gershwinova cena (plný název anglicky Library of Congress Gershwin Prize for Popular Song) je ocenění udělované skladateli nebo interpretovi za celoživotní přínos v populární hudbě. Cenu začala v roce 2007 udělovat Knihovna Kongresu a je pojmenována po bratrech Georgeovi a Irovi Gershwinových, kteří jako skladatelé a textaři výrazně přispěli do klasické i populární hudby. Prvním oceněným umělcem se stal Paul Simon.

## Historie

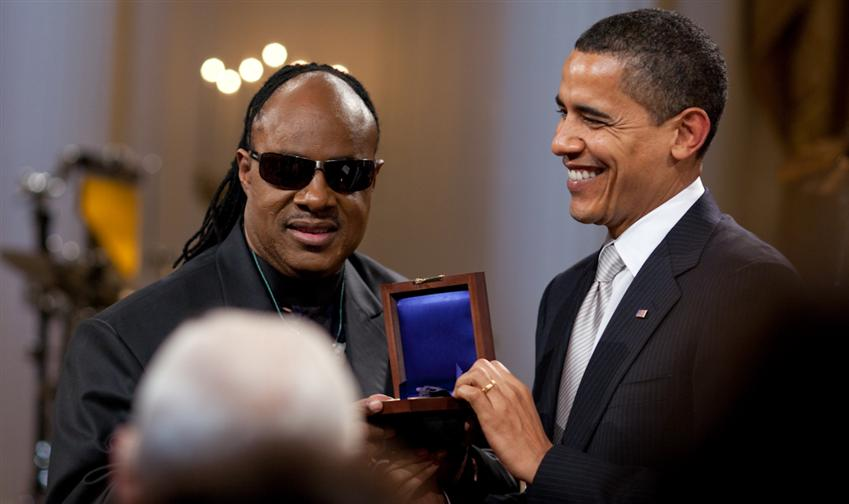
Stevie Wonder při přebírání ocenění v Bílém domě

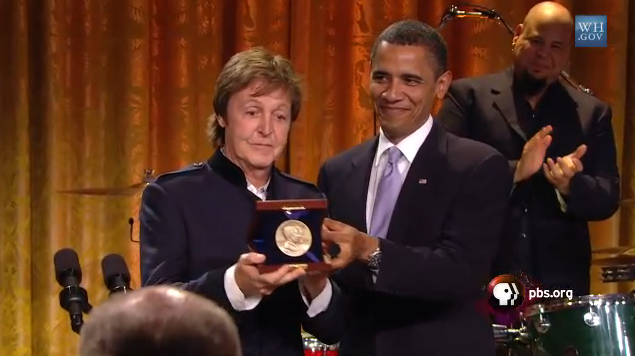
Paul McCartney přebírá ocenění od amerického prezidenta Baracka Obamy

Cenu vytvořili bratři Peter a Bob Kaminští spolu s Cappy McGarrym, Markem Krantzem a Daltonem Delanem, kteří jsou také autory ceny Marka Twaina. Cena se uděluje za "hluboký a pozitivní vliv populární hudby ve světové kultuře" jako součást poslání Knihovny Kongresu v uznání a oslavě kreativity. Držitelé Gershwinovy ceny jsou "etalonem nejvyšší kvality podobně jako bratři Gershwinovi". Na výběru oceněných se podílejí pracovníci hudebního oddělení Knihovny Kongresu spolu s hudební komunitou.
Dne 1. března 2007 bylo oznámeno, že prvním oceněným touto novou cenou se stane Paul Simon, který je držitelem cen jako např. Živoucí legenda či Klugeho cena. Simonovi bylo ocenění předáno během gala koncertu ve Warnerově divadle ve Washingtonu dne 23. května 2007. Ceremonie byla 27. června 2007 odvysílána i na kanálu PBS (Public Broadcasting Service). Zúčastnilo se jej mnoho významných a známých umělců, například Yolanda Adamsová, Marc Anthony, Shawn Colvin, Jerry Douglas, Philip Glass, Lyle Lovett, Stephen Marley, Dianne Reeves, James Taylor či Stevie Wonder, ale také Simonův dlouholetý kolega z dua "Simon a Garfunkel", Art Garfunkel.
Dne 3. září 2008 Knihovna Kongresu oznámila, že druhým oceněným se stane Stevie Wonder. Prezident Barack Obama předal Wonderovi cenu během ceremoniálu v Bílém domě konaného 25. února 2009. Zúčastnili se jej interpreti jako India.Arie, Tony Bennett, Wayne Brady, Diana Krall, Mary Mary, Martina McBride, Paul Simon, Esperanza Spalding či will.i.am.
Přibližně o rok později, dne 18. listopadu 2009, knihovna oznámila, kdo bude třetím oceněným umělcem. Stal se jím Sir Paul McCartney. Ceremonie pro McCartneyho se konala v tzv. Východní pokoji Bílého domu 2. června 2010 za účasti prezidenta Obamy a jeho manželky. Této ceremonie se zúčastnili i Stevie Wonder, Elvis Costello, Jonas Brothers, Herbie Hancock, Corinne Bailey Rae, Dave Grohl, Faith Hill, Emmylou Harris, pianista Lang Lang a Jack White.

## Ocenění umělci
- 2007 – Paul Simon
- 2009 – Stevie Wonder
- 2010 – Paul McCartney
- 2012 – Burt Bacharach a Hal David
- 2013 – Carole King
- 2014 – Billy Joel
- 2015 – Willie Nelson
- 2016 – Smokey Robinson
- 2017 – Tony Bennett